# Zentrale Intelligenz Agentur
Die Zentrale Intelligenz Agentur (ZIA) war ein Netzwerk aus Schriftstellern, Journalisten und Web-Designern, die ab 2001 als Agentur für Textgestaltung und Webdesign tätig war.   

## Geschichte
Die Gründung ging im Jahr 2001 von Personen aus dem Umfeld des Fanzines Luke & Trooke und des Internetforums Höfliche Paparazzi aus. Kathrin Passig, Holm Friebe und Jörn Morisse gründeten das Unternehmen als „ironische Firma“. Der Name ist eine parodistische Interlinearübersetzung der CIA (Central Intelligence Agency), also des Auslandsgeheimdiensts der USA. Der Schriftsteller Rainald Goetz hatte in seinem Buch Kronos: Berichte bereits 1993 eine ähnliche Formulierung („Centrale Intelligenz Agentur“) verwendet. Die Mitarbeiter der Agentur werden in Agenten, Inoffizielle Mitarbeiter und Schläfer unterteilt und stammen ebenfalls überwiegend aus dem Umfeld des genannten Internetforums.
In den Fokus der Aufmerksamkeit des Feuilletons rückte die ZIA, als die Mitgründerin Kathrin Passig 2006 den Ingeborg-Bachmann-Preis gewann. Nachdem bereits in den Vorjahren mit Agentin Natalie Balkow (Ernst-Willner-Preis 2005) und dem Inoffiziellen Mitarbeiter Wolfgang Herrndorf (Publikumspreis 2004) Mitglieder in Klagenfurt erfolgreich waren, entzündete sich im Sommer 2006 in den großen deutschen Tageszeitungen eine Debatte darüber, was die ZIA sei und ob sie den Bachmannpreis „unterwandert“ habe. Gegen diesen Vorwurf setzte sich Passig in Interviews zur Wehr.
Als „Managing Directors“ firmierten im März 2020 Philipp Albers, Martin Baaske, Holm Friebe und Thomas Weyres.

## Aktivitäten
Das Unternehmen betreibt das Weblog Riesenmaschine, das 2006 mit dem Grimme Online Award ausgezeichnet wurde. Zu ihr gehört außerdem das Supatopcheckerbunny, eine im Forum Höfliche Paparazzi entstandene Kunstfigur, die durch Comics für das Satiremagazin Titanic und die in Berlin abgehaltenen Bunny Lectures bekannt wurde. Die Zentrale Intelligenz Agentur organisiert in Berlin regelmäßig ironische Kulturabende dieser und ähnlicher Art (Powerpoint-Karaoke) und erregte damit und durch all diese Aktivitäten große, teils schon als „Hype“ bezeichnete, Medienaufmerksamkeit.
Holm Friebe und Sascha Lobo, der als inoffizieller Mitarbeiter firmiert, machten in ihrem Buch Wir nennen es Arbeit den Begriff der digitalen Bohème populär. Das österreichische Künstlerduo Elisa Rose und Gary Danner hatte den Begriff „Digital Bohemian“ erstmals 1995 verwendet.

## Schriften der Mitglieder
- Holm Friebe, Sascha Lobo: Wir nennen es Arbeit. Die digitale Boheme oder: Intelligentes Leben jenseits der Festanstellung. Heyne, München 2006, ISBN 978-3-453-12092-1.
- Wolfgang Herrndorf: Zentrale Intelligenz Agentur. In: Diesseits des Van-Allen-Gürtels. Eichborn Berlin, Frankfurt am Main 2007, ISBN 978-3-8218-5794-7, S. 157–185.
- Kathrin Passig: Die Vermessung der Literatur. In: Angela Leinen: Wie man den Bachmannpreis gewinnt. Gebrauchsanweisung zum Lesen und Schreiben. Wilhelm Heyne, München 2010, ISBN 978-3-453-60132-1, S. 7–14.